# Bí danh (phim truyền hình)
Bí danh (Alias) là một bộ series phim của Mỹ, được sáng lập bởi J. J. Abrams và trình chiếu trên kênh truyền hình ABC từ ngày 30 tháng 9 năm 2001 đến ngày 22 tháng 5 năm 2006 với tất cả năm phần. Diễn viên chính của bộ phim là Jennifer Garner với vai Sydney Bristow, một điệp viên hai mang của CIA, cô gái với nhiều bộ mặt để hoàn thành các nhiệm vụ của mình.
Các đặc vụ chính trong bộ phim này thường là tìm kiếm và giành lấy các cổ vật của Milo Rambaldi, một nhân vật hư cấu có tài chế tác giống như Leonardo da Vinci và tài tiên tri giống Nostradamus.
Bộ phim này đã được phát sóng trên kênh VTV3 Đài truyền hình Việt Nam trong năm 2007.

## Nhân vật chính
| Tên nhân vật                          | Hình | Diễn viên thủ vai | Xuất hiện trong phần |
| ------------------------------------- | ---- | ----------------- | -------------------- |
| Sydney Bristow                        |      | Jennifer Garner   | Toàn bộ phim         |
| Arvin Sloane                          |      | Ron Rifkin        | Toàn bộ phim         |
| Michael Vaughn (người yêu của Sydney) |      | Michael Vartan    | Toàn bộ phim         |
| Jack Bristow (cha của Sydney)         |      | Victor Garber     | Toàn bộ phim         |
| Will Tippin                           |      | Bradley Cooper    | Phần 1, 2            |
| Marcus Dixon                          |      | Carl Lumbly       | Toàn bộ phim         |
| Marshall Flinkman                     |      | Kevin Weisman     | Toàn bộ phim         |

## Tóm lược nội dung

### Phần 1
Bảy năm trước khi phần 1 bắt đầu, Sydney Bristow là một sinh viên đại học chưa tốt nghiệp. Một người nào đó đã mời cô làm việc cho SD-6, tự nhận là một chi nhánh của Cục Tình báo Trung ương Hoa Kỳ. Sydney đã nhận lời mời và chính thức trở thành thành viên của SD-6 với vai trò một đặc vụ hành động. Cô đã kể cho người yêu đã đính hôn của mình rằng cô là một điệp viên. Avrin, giám đốc SD-6 biết được liền sai người thủ tiêu anh ta với mục đích bảo vệ bí mật của tổ chức.
Cùng lúc đó, Jack Bristow, cha của Sydney nói với cô rằng SD-6 thực ra không phải là một nhánh của CIA mà là một phần của một liên minh gồm 12 tổ chức kẻ thù của Hoa Kỳ chuyên buôn bán vũ khí. Sydney đã quyết định tham gia CIA để trở thành điệp viên hai mang, để giúp CIA tiêu diệt SD-6. Một thời gian sau cô cũng biết rằng cha mình cũng là gián điệp của CIA trong SD-6.
Sydney sống dưới 3 lớp vỏ: một cô gái bình thường, một điệp viên CIA, một điệp viên SD-6 và phải luôn tìm cách xua tan sự nghi ngờ của hai người bạn thân. Tippi đã điều tra về cái chết của người yêu Sydney và định cho đăng một bài báo về SD-6. Lẽ ra anh ta đã phải chết nhưng cuối cùng đã được Sydney cứu bằng cách "tự hủy hoại đời": nghiện ma túy.
Các tập phim:
| Tập số | Tên tập phim        | Ngày chiếu (tại Mỹ)  |
| ------ | ------------------- | -------------------- |
| 1      | Sự thật được kể     | 30 tháng 9 năm 2001  |
| 2      | Nó bắt đầu          | 7 tháng 10 năm 2001  |
| 3      | Sự bình đẳng        | 14 tháng 10 năm 2001 |
| 4      | Một trái tim tan vỡ | 21 tháng 10 năm 2001 |
| 5      | Doppelgänger        | 28 tháng 10 năm 2001 |
| 6      | Thanh toán          | 18 tháng 11 năm 2001 |
| 7      | Color Blind         | 25 tháng 11 năm 2001 |
| 8      | Thời gian sẽ nói    | 2 tháng 12 năm 2001  |
| 9      | Mea Culpa           | 9 tháng 12 năm 2001  |
| 10     | Tinh thần           | 16 tháng 12 năm 2001 |
| 11     | Lời thú tội         | 6 tháng 1 năm 2002   |
| 12     | Chiếc hộp (p. 1)    | 20 tháng 1 năm 2002  |
| 13     | Chiếc hộp (p. 2)    | 10 tháng 2 năm 2002  |
| 14     | Hành động táo bạo   | 24 tháng 2 năm 2002  |
| 15     | Trang 47            | 3 tháng 3 năm 2002   |
| 16     | Lời tiên tri        | 10 tháng 3 năm 2002  |
| 17     | Q&A                 | 17 tháng 3 năm 2002  |
| 18     | Dạ hội giả trang    | 7 tháng 4 năm 2002   |
| 19     | Người tuyết         | 14 tháng 4 năm 2002  |
| 20     | Sự giải quyết       | 21 tháng 4 năm 2002  |
| 21     | Cuộc gặp gỡ         | 5 tháng 5 năm 2002   |
| 22     | Gần 30 năm          | 12 tháng 5 năm 2002  |

### Phần 2
Phần 2 bắt đầu với sự giới thiệu về Irina Derevko, mẹ ruột của Sydney Bristow, cũng là điệp viên hai mang cho KGB và bị coi là "kẻ thù của nước Mỹ". Bà đã trở thành nhân vật trung tâm của phần, sau đó đã quy hàng để hợp tác với CIA tiêu diệt SD-6. Tuy lòng trung thành của bà vẫn bị nghi ngờ nhưng thực sự một số thông tin hữu ích mà bà cung cấp đã giúp Sydney hoàn thành tốt các đặc vụ của mình. Về phần Sydney, cô vẫn từng bước phá hoại SD-6 một cách khá thành công, nhất là sau khi thu thập được một số thông tin tình báo quan trọng từ trận chiến với một điệp viên bay của SD-6. Cô cũng tới CIA, tổ chức mẹ của mình một cách thường xuyên hơn, mục tiêu theo đuổi vẫn là giám đốc Sloane cùng với đồng minh của ông ta, Julian Sark và các cổ vật chế tác của Rambaldi. Marcus Dĩon và Marshall Flinkman, hai người bạn thân của Sydney tại SD-6 cũng đã bắt đầu phát hiện ra chân tướng hai mặt của cô, Hai người sau này cũng đã chuyển sang CIA.
Ở nửa phần cuối của phần 2, Sydney phát hiện ra rằng Francie Calfo, bạn thân nhất của mình đã bị ám sát và thay thế bởi Allison Doren, một người đàn bà trông rất giống Francie nhờ sự chỉnh hình. Cô ta có nhiệm vụ do thám và moi một số thông tin từ Sydney và Will Tippin. Phần hai kết thúc với việc Will bị ám sát và Sydney trải qua một trận tử chiến với Allison. Cô thức dậy ở Hồng Kông và mới nhận ra rằng mình đã mất tích được 2 năm và Michael Vaughn, người cô đem lòng yêu đã tìm được một tình yêu mới và kết hôn.
Các tập phim:
| Tập số | Tên tập               | Ngày chiếu (tại Mỹ)  |
| ------ | --------------------- | -------------------- |
| 1      | Kẻ thù bước vào       | 29 tháng 12 năm 2002 |
| 2      | Xin hãy tin tôi       | 6 tháng 10 năm 2002  |
| 3      | Số 0                  | 13 tháng 10 năm 2002 |
| 4      | Dung dịch chết chóc   | 20 tháng 10 năm 2002 |
| 5      | Người chỉ dẫn         | 3 tháng 11 năm 2002  |
| 6      | Cứu rỗi linh hồn      | 10 tháng 11 năm 2002 |
| 7      | Phản tác dụng         | 17 tháng 11 năm 2002 |
| 8      | Kiện hàng (phần 1)    | 1 tháng 12 năm 2002  |
| 9      | Kiện hàng (phần 2)    | 8 tháng 12 năm 2002  |
| 10     | Giải phẫu             | 15 tháng 12 năm 2002 |
| 11     | Cấp bậc cao hơn       | 5 tháng 1 năm 2003   |
| 12     | Chạy trốn             | 12 tháng 1 năm 2003  |
| 13     | Chỉ 1 thôi            | 26 tháng 1 năm 2003  |
| 14     | Điệp viên kép         | 2 tháng 2 năm 2003   |
| 15     | Điệp viên tự do       | 9 tháng 2 năm 2003   |
| 16     | Bom lửa               | 23 tháng 2 năm 2003  |
| 17     | Sự thay đổi mờ ám     | 2 tháng 3 năm 2003   |
| 18     | Sự thật cần thời gian | 16 tháng 3 năm 2003  |
| 19     | Trò chơi kết thúc     | 30 tháng 3 năm 2003  |
| 20     | Đếm ngược             | 27 tháng 4 năm 2003  |
| 21     | Bản sao thứ hai       | 4 tháng 5 năm 2003   |
| 22     | Câu chuyện            | 4 tháng 5 năm 2003   |

### Phần 3

Sydney Bristow - Julia Thorn

Phần 3 bắt đầu 2 năm sau sự kiện Sydney bị mất tích và coi như đã chết. Những bằng chứng về DNA trong một xác bị cháy đã xác nhận cái chết của cô với gia đình và bạn bè. Tuy nhiên, sự thật là Sydney đã bị bắt cóc bởi một tổ chức khủng bố được gọi là The Covenant (Hiệp Ước). Tổ chức này đã xoá trí nhớ của cô và làm cho cô tin rằng cô là một sát thủ với cái tên Julia Thorne. Cuối cùng, tự nhiên, Sydney đã có được ký ức về 2 năm bị xoá khi cô cố gắng để quên những hành động mà cô đã bị ép phải làm khi cô là Julia, và để chắc chắn rằng một trong những cổ vật của Rambaldi sẽ không bao giờ tìm thấy được. Khi Sydney tỉnh lại, cô bắt đầu điều tra về sự mất tích của mình, trong khi tái hoà nhập với CIA, và ở đó, cô phải đối mặt với những thực tế là Arvin Sloan đã trở thành một nhà hoạt động nhân đạo nổi tiếng của thế giới sau khi được ân xá và Vaughn đã kết hôn với một điệp viên của NSC tên là Lauren Ree. Sau này Reed bị lộ là một thành viên của The Covenant và là người yêu của Julian Sark. Tổ chức NSC đóng vai trò như một tổ chức chính phủ nắm giữ sức mạnh không bị kiểm soát với Guantanano và một cơ sở giam giữ cùng những ảnh hưởng đáng kể đến hoạt động của CIA và bị khống chế bởi những động cơ đáng ngờ. Sydney sau đó đã khám phá ra rằng mẹ cô ấy và Arvin Sloan có một đứa con chung, kết quả của một biến cố trong 20 năm trước đó. Sydney đã xác nhận em gái của mình, Nadia và cứu cô ấy từ lưỡi hái tử thần của tổ chức The Covenant. Cuối phần này, Sydney tiếp tục nhiệm vụ của mình và đụng độ với Lauren. Sau khi đánh nhau, Lauren bắt đầu chế nhạo Sydney bằng cáoh nói cô ấy có những thông tin về quá khứ của Sydney. Khi Vaughn xuất hiện, Sydney chạy tới anh ấy và để cho Lauren 1 cơ hội phản công. Vaughn bắn Lauren và cô ấy chết, nhưng trước khi chết, cô ấy đã đưa cho Sydney số tài khoản an ninh nơi Sydney có thể tìm thấy thông tin về quá khứ của mình.
Các tập phim:
| Tập số | Tên tập phim        | Ngày chiếu (tại Mỹ)  |
| ------ | ------------------- | -------------------- |
| 1      | Số 2                | 28 tháng 9 năm 2003  |
| 2      | Kế vị               | 5 tháng 10 năm 2003  |
| 3      | Sum họp             | 12 tháng 10 năm 2003 |
| 4      | Mối liên lạc bị mất | 19 tháng 10 năm 2003 |
| 5      | Tiếng vọng          | 26 tháng 10 năm 2003 |
| 6      | Báo thù             | 2 tháng 11 năm 2003  |
| 7      | Khúc dạo đầu        | 9 tháng 11 năm 2003  |
| 8      | Điểm nguy hiểm      | 23 tháng 11 năm 2003 |
| 9      | Tỉnh táo            | 30 tháng 11 năm 2003 |
| 10     | Dấu tích            | 7 tháng 12 năm 2003  |
| 11     | Vạch trần           | 11 tháng 1 năm 2004  |
| 12     | Vượt qua            | 18 tháng 1 năm 2004  |
| 13     | Sau mặt sáu         | 15 tháng 2 năm 2004  |
| 14     | Người đứng sau      | 7 tháng 3 năm 2004   |
| 15     | Lên đạn             | 14 tháng 3 năm 2004  |
| 16     | Bị mất              | 21 tháng 3 năm 2004  |
| 17     | Dàn cảnh            | 28 tháng 3 năm 2004  |
| 18     | Lộ diện             | 11 tháng 4 năm 2004  |
| 19     | Đồng hồ cát         | 18 tháng 4 năm 2004  |
| 20     | Huyết thống         | 25 tháng 4 năm 2004  |
| 21     | Gia tài             | 2 tháng 5 năm 2004   |
| 22     | Phục sinh           | 23 tháng 5 năm 2004  |

### Phần 4
Phần 4 bắt đầu với việc Sydney phát hiện ra một tài liệu gây sửng sốt mang tên: "Dự án SAB-47". Nó được thừa nhận cho phép Jack Bristow kết án tử hình mẹ của Sydney, người đã sắp đặt một hợp đồng bí mật lên cuộc đời của Sydney (Rõ ràng điều đó giống như là một cái gì đó trong sự trở về nước để che đậy cho sự xuất phát bị lợi dụng của Diễn viên Lena Olin từ các phần trước). Ở trang 1 đã nhắc tới Sydney như là vật thể hành động của 1 dự án đã bắt đầu từ 17 tháng 4 năm 1975, có thể có sự liên quan đến dự án Giáng sinh và cũng sắp đặt Jack là người đứng đầu thực sự của The Covenant, vừa là hậu duệ của Rambaldi.
Sydney tham gia vào chi nhánh hành động đen tối của CIA theo khuôn mẫu của SD-6 và được điều hành bởi Arvin Sloane. Chi nhánh mới này được gắn với tên gọi là APO (Authorized Personnlel Only:Chỉ những người được thừa nhận). Thành viên của APO (tất cả đều được chính tay Sloane lựa chọn) hầu hết đều là các nhân vật xuất hiện ở các phần trước, bao gồm Jack, Vaughn, các cộng sự trước đây của Sydney (và giám đốc thứ ba của CIA) Marcus Dixson, thiên tài máy tính và kĩ thuật Marshall Flinkman và bạn tốt nhất của Vaughn Eris Weiss (được đưa về sau khi được giải cứu bởi Sydney và Vaughn, người mà trước đây được tin là đã rời khỏi CIA), con gái của Sloane, em cùng mẹ khác cha của Sydney Nadia Santos cuối cùng cũng quay trở lại gia nhập APO.
Trong suốt phần này, kẻ giả mạo Arvin Sloane, được xác nhận một cách buồn cười là Arvin Sloane đã có được kĩ thuật để tiến hành biến cố đã được tiên đoán của Rambaldi. Sử dụng Omnifarm, Sloane thực đã đầu độc nước uống của thế giới bằng chất hóa học gây nên ảo giác về hòa bình và sự yên tĩnh, tuy nhiên những cảm giác này có thể bị đảo ngược bởi thiết bị Mueller. Em gái thứ ba của Derevko Elena đã xây dựng một thiết bị Mueller khổng lồ ở Sovogda, Nga. Đây là thứ điều khiển các nhân viên tình báo trở nên điên loạn. Sydney, Jack, Irina, Nadia và Vaughn nhảy dù xuống để phá hủy thiết bị đó và giết chết Elena. Nhưng Nadia bị nhiễm nước nhiễm bệnh và bị điên. Cô ấy đánh nhau với Sydney cho đến khi Sloane buộc phải bắn con gái của chính mình. Nadia sau đó bị hôn mê trong khi các cách chữa trị được tìm kiếm và Irina lại trốn thoát một lần nữa.
Phần này kết thúc với việc Sydney và Vaughn đính hôn. Trong một chuyến đi tới Santa Barbara, Vaughn tiết lộ một bí mật bất ngờ: tên thực sự của anh ấy không phải là Micheal Vaughn, sự gặp gỡ đầu tiên của họ không phải là tình cờ và lòng trung thành của anh ấy có thể không thuộc về CIA. Trước khi Vaughn có thể tiết lộ nhiều thông tin mới hơn, một chiếc xe đã đâm xe của họ và phần 4 kết thúc.

### Phần 5
Trước khi phần 5 bắt đầu, Vaughn bị bắt cóc, Sydney biết rằng Vaghn bị nghi ngờ là điệp viên hai mang và vụ va chạm có thể là sự che giấu cho nguồn gốc của anh ấy. Vaughn sau đó đã trốn thoát và giải thích cho Sydney rằng tên thật của anh ấy là Andre' Michaux. Vaughn tiết lộ anh ấy đang điều tra một hoạt động bí mật được biết như là "nhà tiên tri Five", thứ có điểm liên quan đến bố của anh ấy. Trong suốt nhiệm vụ tìm lại quyển sách nhà tiên tri Five, Sydney nhận được 1 cuộc gọi từ bác sĩ, với vài tin tức không đúng lúc: cô ấy có mang (sự phát triển này được tạo ra để giải quyết tình trạng có mang thật của Diễn viên-chúc mừng Jennifer Garner). Sau đó, Vaughn bị bắn và rõ ràng là bị chết dưới sự chỉ đạo của Gordon Dean. 4 tháng sau, khi Sydney đang tiếp tục điều tra về vụ ám sát Vaughn, cô ấy làm việc với một sát thủ Renee' Rienne để khám phá bí mật bên trong của nhà tiên tri Five. Trong khi lần theo dấu vết của Gordon Dean và tổ chức tội phạm của hắn:"The Shed" đã được ngụy trang như một chi nhánh hành động của CIA, rất giống với SD-6.
Hai thành viên mới gia nhập APO để thay thế Wiess, người đã chuyển tới Washington DC cho một công việc mới và Nadia, người vẫn còn hôn mê,Thomas Grace là 1 điệp viên trẻ nóng nảy với những cách thức làm việc không chính đáng và thường xung đột với Sydney, Rachel Gibson là một chuyên viên máy tính, người mà giống Sydney, bị lừa là cô ấy đang làm việc cho CIA thực sự và hoạt động như một gián điệp trong The Shed như Sydney đã từng ở SD-6 trước khi The Shed bị phá hủy bởi Dean.
Trong một âm mưu phụ đang diễn ra, Arvin Sloane theo sự ám ảnh của bản thân, tìm cách chữu trị cho Nadia. Sloane dã bị bỏ tù cho hành động này trong suốt phần 4. Tuy nhiên, Sloane đã được phóng thích sau khi hội đồng xử án được điều hành bởi Dean. Trong sự trao đổi cho tự do của mình, Sloane đã làm việc cho Dean như một gián điệp tại APO.
Không biết về vai trò mới của Sloane, Jack đồng ý để Sloane gia nhập APO và sử dụng sự cầu viện để tìm kiếm phương pháp chữa trị cho con gái của ông ta. Cuối phần này, sự thật được phơi bày, mục đích sau cùng của Sloane là mang lại sự bất tử cho con gái của mình. Tuy nhiên, ông ta lại mãi mãi bị mắc kẹt trong hầm mộ của Rambaldi vì vết thương nặng. Jack hi sinh chính mình để trả thù những nỗi đau mà Sloane gây ra cho Sydney trong suốt thời gian qua. Khi Sydney lần theo dấu vết của Sark và The Horizon từ Hồng Kông, cô đã tìm thấy Irina. Sau trận đấu cuối cùng giữa họ, Irina đã bị Sydney đá vào tấm kính trần nhà Nơi mà The Horizon rơi vào Irina đã cố lấy The Horizon nhưng đã bị vỡ kính và chết.
Lượt phim kết thúc là một viễn cảnh lóa lên về tương lai sau vài năm. Sydney và Vaughn nghỉ việc, với đứa con thứ hai của họ tên là Jack để tưởng nhớ bố của Sydney. Con gái Isebelle của họ đã thể hiện khả năng để hoàn thành bài kiểm tra của CIA và chứng tỏ những tài năng bẩm sinh như Sydney để trở thành 1 điệp viên lý tưởng vào lứa tuổi đó.
Nếu bộ phim kéo dài đến phần 6, Jennifer Garner sẽ để một cánh cửa mở cho Rachel Gibson thay thế Sydney.